# Fratton Park
Il Fratton Park è uno stadio della città inglese di Portsmouth, nell'Hampshire. Sede delle partite casalinghe dei Portsmouth, fu costruito nel 1898 e inaugurato il 6 settembre 1899. Può contenere 21.110 persone.
Il record di affluenza si è registrato il 26 febbraio 1949, quando vi accorsero 51.385 spettatori per assistere a Portsmouth-Derby County di FA Challenge Cup.

## Collegamenti esterni

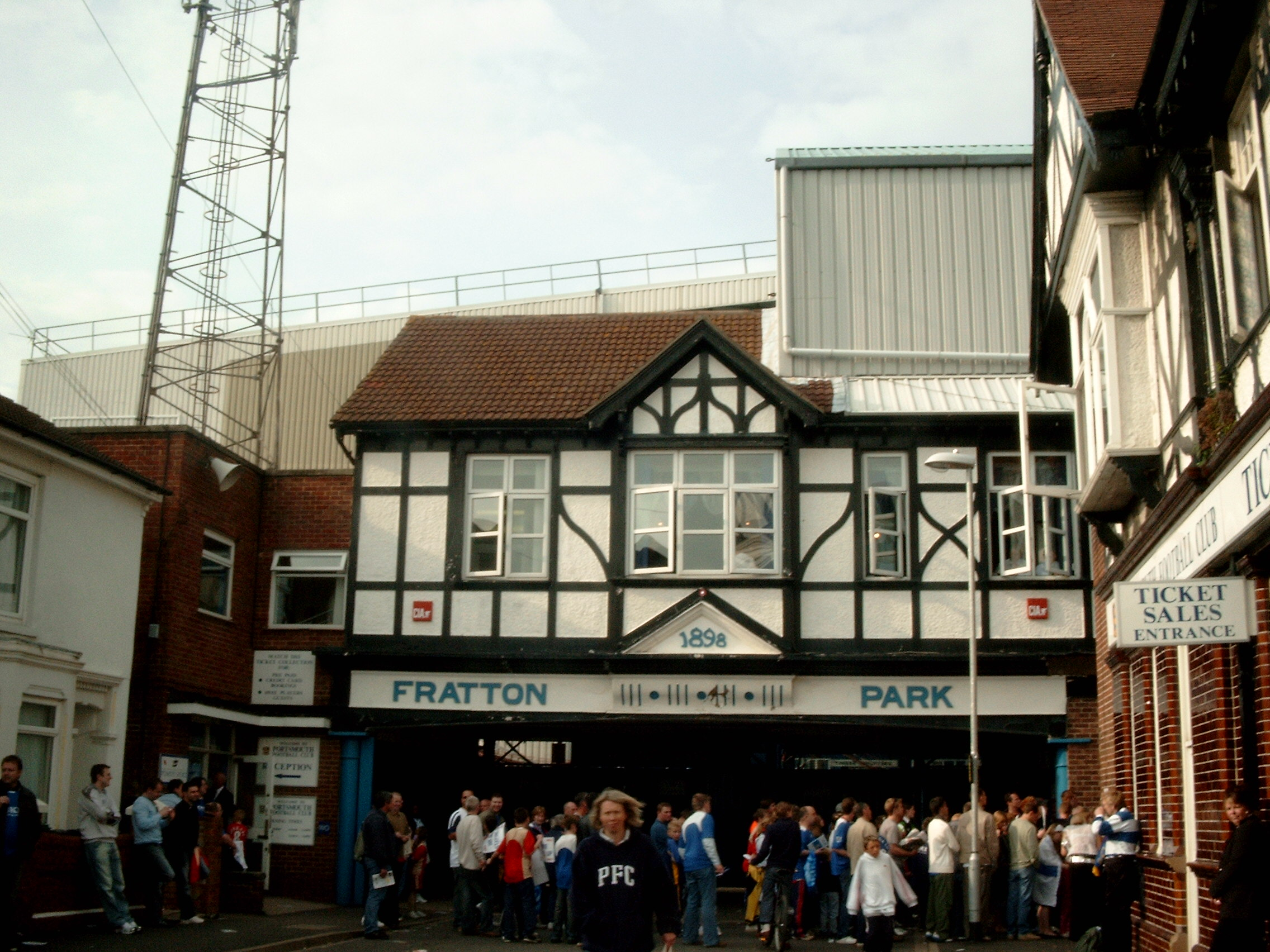
Ingresso